# Audley Cecil Buller
Audley Cecil Buller (geboren 1853; gestorben 1894) war ein amerikanischer Zoologe und Tiersammler.

## Leben und Wirken
Buller wurde vor allem durch seine Zusammenarbeit mit Joel Asaph Allen (1838–1921) bekannt, der als Zoologe sehr viele neue Arten beschrieb und unter anderem gemeinsam mit Buller eine Reihe von Artikeln schrieb. Vor allem in Mexiko sammelten beide gemeinsam Arten, die für die damalige zoologische Wissenschaft noch unbekannt waren.
Buller fing dabei die Typusexemplare der später durch Allen nach ihm benannten Eidechse Sceloporus bulleri sowie des Buller-Streifenhörnchens (Tamias bulleri) und der Jalisco-Taschenratte (Pappogeomys bulleri) in Mexiko. Für eine Sammelreise für das American Museum of Natural History reiste Buller insgesamt 1610 Kilometer durch die Sierra de Nayarit und die Höhenzüge der Sierra Madre Occidental bis Zacatecas.
Neben den genannten Arten ist auch die Unterart Heteromys irroratus bulleri der Mexikanischen Stacheltaschenmaus, die 1893 von Oldfield Thomas als eigenständige Art beschrieben wurde, nach Buller benannt, und der Buntbarsch Paraneetroplus bulleri, der 1905 von Charles Tate Regan beschrieben wurde.

## Belege
1. ↑  Joel Asaph Allen, Audley Cecil Buller: Notes on a collection of mammals from southern Mexico, with descriptions of new species of the genera Sciurus, Tamias and Sigmodon. In: Bulletin of the American Museum of Natural History, Bd. 2 (1889), article 16, S. 173–176, ISSN 0003-0090 (Digitalisat)
2. ↑  Bo Beolens, Michael Grayson, Michael Watkins: The Eponym Dictionary of Mammals. Johns Hopkins University Press, 2009; S. 1; ISBN 978-0-8018-9304-9.

| Personendaten    | Personendaten                             |
| ---------------- | ----------------------------------------- |
| NAME             | Buller, Audley Cecil                      |
| KURZBESCHREIBUNG | US-amerikanischer Zoologe und Tiersammler |
| GEBURTSDATUM     | 1853                                      |
| STERBEDATUM      | 1894                                      |